# Stadio Léo Lagrange
Lo stadio Léo Lagrange (in francese Stade Léo Lagrange), noto come stadio municipale del Ray (in francese Stade municipal du Ray), è stato uno stadio di calcio della città francese di Nizza. 
Inaugurato nel 1927, è stato utilizzato dal Nizza fino al 2013, quando il club si è trasferito nel nuovo impianto Allianz Riviera. Era intitolato a Léo Lagrange (1900-1940), politico francese, ma era noto, dalla fine degli anni settanta, con il nome del quartiere nizzardo in cui sorgeva. 

## Storia
L'impianto fu inaugurato il 30 gennaio 1927 con una capienza di 3 500 posti. Nel 1948 le tribune furono ricostruite e all'inizio degli anni cinquanta la capienza fu portata a 23 000 posti. Nel 1979, con l'ampliamento della tribuna ovest, lo stadio poté accogliere sino a 25 500 persone.
Nel 1992 la tribuna est fu chiusa e poi demolita: la capienza scese a 16 000 posti e poi a 12 500. Nel 1997 la tribuna est fu ricostruita perché distrutta parzialmente dopo l'esplosione di una bomba carta nel corso della partita tra Nizza e Bastia. La capienza salì dunque a 15 761 posti.
L'ultima partita del Nizza nello stadio risale al 1º settembre 2013, contro il Montpellier.